# Emanuele Luzzati

Ancien port de Genova Porta Siberia - Musée Luzzati

Emanuele Luzzati est un scénographe, décorateur, illustrateur et réalisateur de films d'animation italien né le 3 juin 1921 à Gênes où il est mort le 26 janvier 2007 .

## Biographie
Né en 1921, Emanuele Luzzati est amené à quitter l’Italie en 1940 à cause de sa religion juive, après avoir été déjà contraint, deux ans auparavant, d'interrompre ses études en raison des lois raciales. Il avait alors décidé d'étudier le dessin et avait fréquenté les ateliers du sculpteur Edoardo Alfieri et du peintre Onofrio Martinelli. En 1940, il se réfugie à Lausanne où il s’inscrit à l’école des Beaux-Arts. En 1944, ayant obtenu son diplôme, il entame une carrière de scénographe. De retour dans son pays en 1945, il y commence une carrière de décorateur pour le théâtre, le ballet et l’opéra, travaillant notamment pour la Scala de Milan, le London Festival Ballet, le Chicago Opera House ou le Staatsoper de Vienne.
Avec le chef opérateur Giulio Gianini rencontré au milieu des années 1950, Luzzati réalise de nombreux courts-métrages d'animation en papier découpé. Luzzati peint ses personnages et les éléments de son décor. Les figurines articulées sont ensuite animées image par image par Gianini. Les deux hommes ont réalisé selon ce procédé de nombreux courts-métrages musicaux, dont La Pie voleuse (1964), qui a été nommé aux Oscars. Ce film forme une trilogie inspirée de la musique de Gioachino Rossini, avec L'Italienne à Alger (1968) et Pulcinella (1970) adapté de l'ouverture de Il turco in Italia, également nommé aux Oscars. En 1983, il illustre la pochette de l'album Cercando l'Oro (Tout l'or du monde) d'Angelo Branduardi et réalise les décors de scène de la tournée homonyme.
En 1991, il est récompensé du Prix Klingsor (pour l'ensemble de son œuvre) à la Biennale d'animation de Bratislava (BAB).
Il est aussi auteur et illustrateur de livres pour la jeunesse et céramiste.

## Filmographie
- 1959 : La Tarantella di Pulcinella
- 1960 : I paladini di Francia (Les Paladins de France)
- 1962 : Castello di carte (Château de cartes)
- 1964 : La gazza ladra  (La Pie voleuse)
- 1966 : L'Armée Brancaleone (générique du film de Mario Monicelli)
- 1968 : L'Italiana in Algeri (L’Italienne à Alger)
- 1970 : Ali Baba
- 1970 : Brancaleone s'en va-t'aux croisades (générique du film de Mario Monicelli)
- 1971 : Il viaggio di Marco Polo
- 1973 : Pulcinella
- 1975 : Turandot
- 1975 : L'augellin Belverde
- 1978 : Il flauto magico (La Flûte enchantée)
- 1979 : Il tre fratelli (Les Trois Frères)
- 1980 : La donna serpente
- 1981 : L'Uccello di fuoco (L'Oiseau de feu)
- 1982 : Pulcinella e il pesce magico (Polichinelle et le poisson magique)
- 1984 : Il libro (clip Le Livre, illustrant la chanson du même nom d'Angelo Branduardi)
- 1985 : Duetto dei gatti (Duo de chats)

## Publications en traduction française
Liste non exhaustive
- Château de cartes, (Castello di carte, 1963), texte de Gianni Rodari, illustrations de Emanuele Luzzati ; adaptation de l'italien et préface de Bernard Friot, La Joie de lire, 2008
- Ali Baba : histoire en images (Ali Baba e i quaranta ladroni), de Emmanuel Luzzati ; racontée par Alain Calame, éd. L’École, 1969
- Trois petites chouettes, (Filastrocca di Natale), texte de Emanuele Luzzati, illustrations de Quentin Blake, Gallimard Jeunesse, 2014 « Une comptine écrite par le dessinateur italien Emanuele Luzzati, et retrouvée parmi ses œuvres papier[5] ». Traduit en anglais sous le titre Three little owls.

## Prix et distinctions
- 1967 : Plaque d'Or de Bratislava à la  Biennale d'illustration de Bratislava (BIB)[6] pour son album jeunesse La gazza ladra
- 1991 : Prix Klingsor (pour l'ensemble de son œuvre) à la Biennale d'animation de Bratislava (BAB)[4]